# Crkva sv. Ivana Krstitelja u Perastu
Crkva sv. Ivana Krstitelja je rimokatolička crkva u Perastu.

## Smještaj
Nalazi se u zapadnom dijelu grada, u Penčićima. Nalazi se u trećem redu zgrada, nedaleko od palače Bujović. Ulicom uzbrdo od ove se crkve dolazi do palače Čorko. Do crkve vodi Glavna ulica.

## Povijest
Spada u prvi red peraških sakralnih objekata. Bila je sjedištem pučkih organizacija suprotstavljenih plemstvu.

## Osobine
Građena je od domaćeg kamena. Tlocrta je gotičkog križa. Pročelje skromne izvedbe. Veličinom mala. Izvorno je imala malo dvorište koje je bilo ograđeno. Dvorište je bilo na malom trgu, a nad bočnom ulicom svod.
Zgrada crkve i danas služi u vjerske svrhe.